# Wodżgiry
Wodżgiry (lit. Vadžgirys) – miasteczko na Litwie, położone w okręgu tauroskim w rejonie jurborskim, 21 km na zachód od Rosień, 505 mieszkańców (2001). 
W miasteczku znajduje się parafialny kościół katolicki, szkoła i poczta.